# José Moreno Leante
José Moreno Leante (Caravaca, 12 de gener de 1838 - Madrid, 7 de juny de 1890) fou un empresari i polític murcià, diputat per Oriola durant la restauració borbònica

## Biografia
Endemés de ser un dels més grans contribuents de la regió de Múrcia (el 1875), tenia vinyes a Oriola, terres a Santomera i Aranjuez i el 1880 fou vicepresident de la Companyia de Tramvies a Vapor de Lorca a Múrcia.
El seu matrimoni amb Teresa Rebagliato, filla del cacic oriolà Andrés Rebagliato Pescetto, li facilità ser elegit diputat del Partit Conservador per Oriola a les eleccions generals espanyoles de 1876, 1879 i 1884, enfrontant-se sempre al liberal Trinitario Ruiz Capdepón. A les corts va donar suport al projecte de Ferrocarril de Múrcia a Novelda. El 1886 fou nomenat senador per la província d'Alacant, càrrec que va ocupar fins a la seva mort. El 1887 va donar suport Francisco Romero Robledo en el seu nou Partit Liberal Reformista.